# Nummela

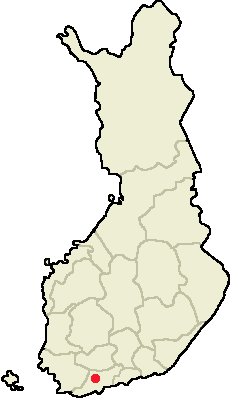
Vihti sur la carte de la Finlande

Nummela est la plus grande agglomération de la municipalité de Vihti en Finlande.

## Description
Elle est située dans la triangle formé par la nationale 1, de la nationale 2 et la nationale 25 dans la région de Uusimaa à 44 km d’Helsinki.
Nummela a environ 2 500 habitants (2012).
Nummela est née au bord de la voie ferrée Hanko-Hyvinkää à la fin du XIXe siècle.